# Number One (singel)
Number One – singel zespołu A wydany w 1997, promujący płytę How Ace Are Buildings. Został wydany w wersji dwupłytowej.

## Lista utworów
- CD 1:

1. "Number One" – 3:21
2. "Good Idea" – 2:18
3. "Alright" – 2:41
4. "Sasquatch" – 2:52

- CD 2:

1. "Number One" – 3:51 (+30)
2. "Ouch" – 4:02
3. "Number One" – 6:15 (Happy Valley Ranch Mix)
4. "Foghorn" – 3:06
5. "Foghorn" (Video)